# Monster Beach
Monster Beach – australijski serial animowany stworzony przez Bruce'a Kane'a, Maurice'a Arigro, i Patricka Crawleya oraz wyprodukowany przez Bogan Entertainment Solutions i Fragrant Gumtree Entertainment dla Cartoon Network. 
Premiera serialu odbyła się w 11 kwietnia 2020 roku na australijskim Cartoon Network. W Polsce premiera serialu odbyła się 9 sierpnia 2021 roku na antenie Cartoon Network.

## Fabuła
Serial opowiada o przygodach rodzeństwa, które mieszka na rajskiej wyspie Iki-Tiki. Jan, Dean oraz ich wujek Woody poznają wiele kolorowych stworków, w których towarzystwie stawiają czoło różnym emocjonującym wyzwaniom.

## Obsada
- Kazumi Evans - Jan
- Elishia Perosa - Dean
- Rove McManus - Mutt
- Garry Chalk - Wujek Woody

## Spis odcinków
| Nr | Tytuł                 | Tytuł polski           | Premiera     | Premiera w Polsce |
| -- | --------------------- | ---------------------- | ------------ | ----------------- |
| 1  | Widget Loses Her Head | Widget traci głowę     | nieemitowany | 9 sierpnia 2021   |
| 2  | Lagoon Goons          | Spryciarze pod ochroną | nieemitowany | 10 sierpnia 2021  |
| 3  | Termite Nation        | Pogromcy termitów      | nieemitowany | 10 sierpnia 2021  |